# 29 października
29 października jest 302. (w latach przestępnych 303.) dniem w kalendarzu gregoriańskim. Do końca roku pozostaje 63 dni.

## Święta
- Imieniny obchodzą: Dalia, Dalimir, Donat, Ermelinda, Euzebia, Felicjan, Franciszek, Ida, Lubgost, Maksymilian, Narcyz, Piotr, Serafin, Teodor, Walenty, Walentyn, Wioletta, Zenobiusz i Żelibor.
- Turcja – Święto Republiki[1] (święto państwowe, rocznica proklamowania republiki)
- Międzynarodowe – Światowy Dzień Chorych na Łuszczycę[2], Światowy Dzień Udaru Mózgu (ustanowiony przez World Stroke Organization)
- Wspomnienia i święta w Kościele katolickim[3][4] obchodzą:
  - bł. Ida z Leeuw (mistyczka)
  - św. Kajetan Kosma Damian Errico (zakonnik)
  - bł. Michał Rua (generał zakonu salezjanów), (także wspomnienie 6 kwietnia)
  - św. Narcyz z Jerozolimy (biskup)

## Wydarzenia w Polsce

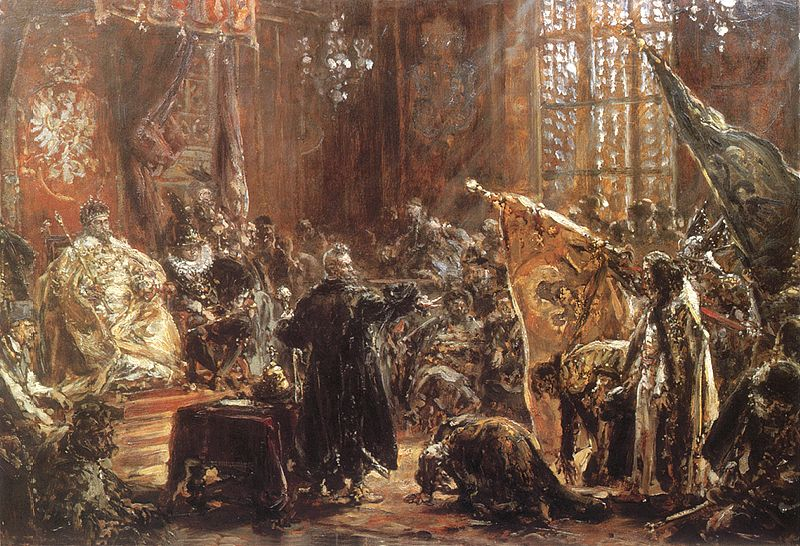
Hołd braci Szujskich przed Zygmuntem III Wazą

- 1503 – Anna Radziwiłłówna została regentką Mazowsza po nagłej śmierci swego męża Konrada III Rudego.
- 1600 – II wojna polsko-szwedzka: zwycięstwo wojsk polskich w bitwie pod Karksi (obecnie Estonia).
- 1611 – W Warszawie wzięty do niewoli car Rosji Wasyl IV Szujski złożył wraz z braćmi hołd królowi Zygmuntowi III Wazie.
- 1706 – III wojna północna: zwycięstwo wojsk saskich i rosyjskich oraz sprzymierzonych z nimi konfederatów sandomierskich popierających Augusta II Mocnego nad siłami szwedzkimi i wspierającymi je oddziałami konfederatów warszawskich w bitwie pod Kaliszem.
- 1794 – Rada Najwyższa Narodowa przyjęła ustawę o nadawaniu ziemi chłopom "na wieczne dziedzictwo".
- 1843 – Otwarto linię kolejową Wrocław-Świebodzice.
- 1856:
  - Otwarto linię kolejową Wrocław Główny-Poznań Główny.
  - W siedzibie diecezji warmińskiej we Fromborku założono niemieckie Warmińskie Towarzystwo Historyczne.
- 1863 – Powstanie styczniowe:
  - Na Placu Grzybowskim w Warszawie Rosjanie dokonali egzekucji 4 powstańców.
  - Porażka powstańców w bitwie pod Świdnem.
- 1864 – Oficjalnie otwarto Wileńską Szkołę Junkrów Piechoty.
- 1891 – W Tczewie oddano do użytku most kolejowy nad Wisłą.
- 1894 – Zainaugurowała działalność Sosnowiecka Szkoła Realna, pierwsza szkoła średnia w mieście.
- 1909 – Powstało Tatrzańskie Ochotnicze Pogotowie Ratunkowe (TOPR).
- 1914 – I wojna światowa: pod Mołotkowem doszło do jednej z najkrwawszych bitew Legionów Polskich z wojskami rosyjskimi.
- 1925 – Na Cmentarzu Obrońców Lwowa dokonano wyboru bezimiennych zwłok, które zostały następnie pochowane w Grobie Nieznanego Żołnierza w Warszawie.
- 1939 – W Wilnie rozpoczęły się starcia między ludnością polską a policją litewską, w których ranne zostały 23 osoby.
- 1940 – W wytoczonym przez władze radzieckie przed sądem we Lwowie procesie 11 działaczy Organizacji Ukraińskich Nacjonalistów (OUN) zapadło 10 wyroków śmierci i jeden 10 lat pozbawienia wolności.
- 1941 – Marszałek Polski Edward Śmigły-Rydz przybył do Warszawy, gdzie zamieszkał pod przybranym nazwiskiem Adam Zawisza w domu generałowej Jadwigi Maksymowicz-Raczyńskiej przy ul. Sandomierskiej 18.
- 1943 – Zakończyła się trzydniowa niemiecka operacja „Memel”, przeprowadzona w lasach suchedniowskich przeciwko oddziałom ppor. Jana Piwnika ps. „Ponury”, zakończona porażką Niemców i zadaniem im dużych strat.
- 1944 – W bitwie pod Chotczą grupa partyzantów AL i BCh przedarła się z ciężkimi stratami przez pozycje niemieckie i połączyła z oddziałami LWP.
- 1956 – Premiera filmu Nikodem Dyzma w reżyserii Jana Rybkowskiego.
- 1976 – Premiera filmu Zagrożenie w reżyserii Wacława Florkowskiego.
- 1977 – Na Stadionie Śląskim w Chorzowie Polska zremisowała z Portugalią 1:1 i zapewniła sobie awans do turnieju finałowego XI Mistrzostw Świata w Argentynie.
- 1979:
  - Gdyński Bałtycki Terminal Kontenerowy obsłużył pierwszy statek.
  - Zainaugurował działalność Teatr Scena Prezentacje w Warszawie.
- 1985 – Ogłoszono amnestię.
- 2000 – Z Aresztu Śledczego w Wadowicach uciekł gangster Ryszard Niemczyk ps. „Rzeźnik”.
- 2001 – Ukazał się album Mrok grupy O.N.A.
- 2004 – Otwarto Most Tysiąclecia we Wrocławiu.
- 2007 – Po 9 latach przerwy reaktywowano teleturniej Koło Fortuny w TVP2.
- 2008 – Wyprodukowano ostatni autobus marki Jelcz.
- 2009 – Franciszek Smuda został selekcjonerem piłkarskiej reprezentacji Polski.
- 2012 – Polska spłaciła Klubowi Londyńskiemu ostatnią ratę (297 mln dolarów) zadłużenia zagranicznego, zaciągniętego w czasie rządów Edwarda Gierka.

## Wydarzenia na świecie
- 437 – Cesarz zachodniorzymski Walentynian III ożenił się z Licynią Eudoksją.
- 1187 – Papież Grzegorz VIII ogłosił bullę Audita tremendi, w której wezwał do III wyprawy krzyżowej.
- 1268 – Z rozkazu króla Neapolu i Sycylii Karola I Andegaweńskiego w Neapolu zostali publicznie ścięci 16-letni książę Szwabii, król Sycylii i tytularny król Jerozolimy Konradyn oraz jego przyjaciel Fryderyk von Baden, którzy zostali wzięci do niewoli po przegranej bitwie pod Tagliacozzo.
- 1281 – W bitwie pod Himsem armia sułtana mameluków Kalawuna pokonała mongolskich Ilchanidów pod dowództwem Mongkego Temura i sprzymierzonych z nimi chrześcijan.
- 1390 – Pierwszy proces o czary w Paryżu.
- 1511 – Papież Juliusz II erygował diecezję Saluzzo we Włoszech.
- 1525 – Marcin Luter odprawił w Wittenberdze pierwszą mszę w języku niemieckim.
- 1591 – Kardynał Giovanni Antonio Facchinetti de Nuce (starszy) został wybrany na papieża i przyjął imię Innocenty IX.
- 1618 – W Londynie został ścięty sir Walter Raleigh, żeglarz, pisarz i faworyt Elżbiety I Tudor.
- 1665 – Kongijskie oddziały królewskie poniosły druzgocącą klęskę w bitwie pod Mbwilą z portugalskim kolonistami.
- 1682 – William Penn przybył do Pensylwanii.
- 1709 – Na rozkaz króla Ludwika XIV zlikwidowano pod zarzutem herezji opactwo cysterek w Port-Royal pod Paryżem.
- 1762 – Wojna siedmioletnia: zwycięstwo wojsk pruskich nad austriacko-cesarsko-saskimi w bitwie pod Freibergiem.
- 1781 – Perm w Rosji uzyskał prawa miejskie.
- 1787 – W Pradze odbyła się premiera opery Don Giovanni Wolfganga Amadeusa Mozarta.
- 1795 – I koalicja antyfrancuska: zwycięstwo wojsk austriackich nad francuskimi w bitwie pod Moguncją.
- 1810 – Założono Brazylijską Bibliotekę Narodową w Rio de Janeiro.
- 1812 – Wojna na Półwyspie Iberyjskim: zwycięstwo wojsk francuskich nad brytyjsko-hiszpańsko-portugalskimi w bitwie pod Tordesillas.
- 1813 – Założono miasto Perico w Argentynie.
- 1831 – Król Sardynii Karol Albert ustanowił Order Sabaudzki Cywilny.
- 1840 – Jean-de-Dieu Soult został po raz trzeci premierem Francji.
- 1863 – Założono Międzynarodowy Czerwony Krzyż.
- 1865 – W Wielkiej Brytanii powstał drugi rząd lorda Russella.
- 1873 – Albert I Wettyn został królem Saksonii.
- 1888:
  - Na stacji Borki koło Charkowa wybuchła bomba po pociągiem którym jechał cesarz Rosji Aleksander III Romanow. Zginęło 21 osób, cesarz i jego rodzina nie zostali poszkodowani.
  - W Kiszyniowie wyjechał na trasę pierwszy tramwaj konny.
  - W Konstantynopolu 9 państw europejskich podpisało konwencję gwarantującą swobodę korzystania z Kanału Sueskiego.
- 1894 – Książę Chlodwig zu Hohenlohe-Schillingsfürst został kanclerzem Rzeszy i premierem Prus.
- 1900:
  - Prezydent gen. Cipriano Castro zdecydował o utworzeniu z Pałacu Miraflores w Caracas oficjalnej rezydencji prezydentów Wenezueli.
  - Wybuch w zakładach chemicznych w Nowym Jorku zabił ok. 200 osób.
  - Zwodowano austro-węgierski krążownik pancernopokładowy SMS „Szigetvár”.
- 1901 – Został stracony na krześle elektrycznym zabójca prezydenta USA Williama McKinleya, anarchista polskiego pochodzenia Leon Czolgosz.
- 1910 – Założono klub piłkarski Austria Wiedeń.
- 1911 – Reprezentacja Luksemburga w piłce nożnej rozegrała swój pierwszy oficjalny mecz, przegrywając z Francją 1:4.
- 1912 – I wojna bałkańska: rozpoczęła się bułgarsko-turecka bitwa pod Lüleburgaz.
- 1914:
  - I wojna światowa: niemieckie okręty pływające pod banderą turecką SMS „Goeben” i SMS „Breslau” zaatakowały rosyjskie porty w Odessie, Sewastopolu i Teodozji. Celem Niemców (osiągniętym) było wciągnięcie Turcji do wojny po stronie państw centralnych.
  - Rozpoczął się proces zamachowców z Sarajewa.
- 1915 – Aristide Briand został po raz trzeci premierem Francji.
- 1917:
  - Niemiec Max Heiser opublikował zbiór zasad gry w piłkę ręczną.
  - Vittorio Emanuele Orlando został premierem Włoch.
- 1918:
  - Proklamowano Państwo Słoweńców, Chorwatów i Serbów.
  - Założono duńskie linie lotnicze Det Danske Luftfartselskab.
- 1922 – Marsz na Rzym: król Włoch Wiktor Emanuel III powierzył Benito Mussoliniemu misję utworzenia rządu.
- 1923 – Proklamowano Republikę Turecką.
- 1932:
  - Jan Malypetr został premierem Czechosłowacji.
  - Zwodowano francuski statek pasażerski „Normandie”.
- 1933 – W Hiszpanii założono faszystowskie ugrupowanie Falanga.
- 1937 – W Mińsku rozpoczęła się masowa egzekucja działaczy białoruskich, w tym wielu postaci kultury, oświaty i aparatu państwowego.
- 1941 – W forcie IX twierdzy w Kownie Niemcy zamordowali ok. 9,2 tys. Żydów (z czego połowę stanowiły dzieci) z miejscowego getta.
- 1942 – Bitwa o Atlantyk: nieeskortowany brytyjski statek pasażerski MV „Abosso” został storpedowany i zatopiony na północny zachód od Azorów przez niemiecki okręt podwodny U-575(inne języki), w wyniku czego zginęły 362 z 393 osób na pokładzie.
- 1943 – Bitwa o Atlantyk: na południe od Grenlandii brytyjskie okręty zatopiły bombami głębinowymi niemiecki okręt podwodny U-282, w wyniku czego zginęła cała, 48-osobowa załoga.
- 1944:
  - Front wschodni: zakończyła się operacja petsamsko-kirkeneska Armii Czerwonej, w wyniku której odepchnięto siły niemieckiej 20. Armii Górskiej i zajęto północną część Norwegii i Finlandii.
  - Front zachodni: dywizja gen. Stanisława Maczka wyzwoliła holenderską Bredę.
- 1945:
  - José Linhares został prezydentem Brazylii.
  - W mieście Surabaja na Jawie brytyjska żandarmeria ostrzelała Indonezyjczyków chcących zająć opuszczony przez wojska japońskie arsenał, co doprowadziło do wybuchu walk ulicznych, w których zginęło kilkaset osób, a kilka tysięcy zostało rannych.
  - W USA pojawiły się w sprzedaży pierwsze długopisy.
- 1948 – I wojna izraelsko-arabska: wojska izraelskie rozpoczęły operację „Hiram” w Górnej Galilei; kilkuset mieszkańców palestyńskiej wioski Al-Dawajima koło Hebronu zostało zamordowanych przez izraelskich żołnierzy.
- 1950 – Gustaw VI Adolf został królem Szwecji.
- 1952 – W Pińsku zniszczono synagogę, najstarszą z zachowanych na ziemiach dawnej Rzeczypospolitej Obojga Narodów.
- 1953 – Ustanowiono najwyższe panamskie odznaczenie państwowe Order Manuela Amadora Guerrero.
- 1955 – Radziecki pancernik „Noworossyjsk” zatonął po wpadnięciu na poniemiecką minę morską na redzie portu w Sewastopolu, w wyniku czego zginęło 608 członków załogi.
- 1956:
  - Kryzys sueski: Izrael zajął półwysep Synaj.
  - Tanger powrócił do Maroka.
- 1957:
  - Szaleniec wrzucił na salę obrad izraelskiego Knesetu granat ręczny, którego wybuch zranił premiera Dawida Ben Guriona i kilku ministrów.
  - W RFN utworzono trzeci rząd Konrada Adenauera.
- 1958 – Ne Win został premierem Birmy.
- 1959:
  - Dokonano oblotu radzieckiego samolotu pasażerskiego An-24.
  - Ukazał się pierwszy komiks o przygodach Asteriksa.
- 1960:
  - Muhammad Ali stoczył swą pierwszą zawodową walkę bokserską, wygrywając na punkty z Tunneyem Hunsakerem.
  - W Toledo w amerykańskim stanie Ohio rozbił się podczas startu samolot Curtiss C-46 Commando z drużyną futbolową California Polytechnic College z San Luis Obispo, w wyniku czego zginęły 22 osoby, a 26 zostało rannych.
- 1961:
  - Syria wystąpiła ze Zjednoczonej Republiki Arabskiej.
  - W Moskwie odsłonięto pomnik Karla Marksa.
- 1964 – Zjednoczona Republika Tanganiki i Zanzibaru przyjęła nazwę Republika Tanzanii.
- 1965 – Premiera francuskiej komedii filmowej Żandarm w Nowym Jorku w reżyserii Jeana Girault.
- 1966 – W USA założono National Organization for Women.
- 1969 – W USA wysłano pierwszą wiadomość przez ARPANET, prekursora Internetu.
- 1971:
  - Ok. 15 tys. osób zginęło w wyniku uderzenia cyklonu w indyjskie stany Orisa i Bengal Zachodni oraz Bangladesz.
  - Teuvo Aura został po raz drugi premierem Finlandii.
- 1976 – Erich Honecker został przewodniczącym Rady Państwa NRD.
- 1984 – Ukazał się debiutancki singiel niemieckiego duetu Modern Talking You’re My Heart, You’re My Soul.
- 1992 – Powołano Centrum Badania Ludobójstwa i Ruchu Oporu Mieszkańców Litwy.
- 1994 – Raúl González Blanco w wieku 17 lat i 4 miesięcy zadebiutował w barwach Realu Madryt w wyjazdowym spotkaniu z Realem Saragossa.
- 1996 – Abd Allah ibn Chalifa Al Sani został premierem Kataru.
- 1998 – 63 osoby zginęły, a 213 zostało rannych w pożarze klubu nocnego w szwedzkim Göteborgu.
- 1999 – Ilir Meta został premierem Albanii.
- 2002 – 60 osób zginęło, a około 100 zostało rannych w pożarze centrum handlowego w mieście Ho Chi Minh w południowym Wietnamie.
- 2003 – Abd al-Kadir Talib Umar został premierem Sahary Zachodniej.
- 2004:
  - Ciężko chory przywódca Autonomii Palestyńskiej Jasir Arafat udał się na leczenie do Paryża.
  - Norodom Sihamoni został koronowany na króla Kambodży.
  - Premiera filmu Marzyciel w reżyserii Marca Forstera.
  - Przywódcy 25 państw Unii Europejskiej oraz Rumunii, Bułgarii, Chorwacji i Turcji podpisali w Rzymie Konstytucję Europejską.
  - Telewizja Al-Dżazira nadała wystąpienie Osamy bin Ladena, w którym wziął on na siebie odpowiedzialność za zamachy z 11 września 2001 roku i zagroził ich powtórzeniem.
- 2005 – 61 osób zginęło w zamachach bombowych w Nowym Delhi.
- 2006:
  - Georgi Pyrwanow po raz drugi wygrał wybory prezydenckie w Bułgarii.
  - Luiz Inácio Lula da Silva po raz drugi wygrał wybory prezydenckie w Brazylii.
  - Serbowie zaaprobowali w referendum nową konstytucję.
  - W Nigerii rozbił się Boeing 737 nigeryjskich linii lotniczych ADC Airlines. Zginęło 97 osób (w tym jedna na ziemi), a 10 zostało rannych.
- 2007 – Mjr Siergiej Jurenja został skazany przez sąd wojskowy w Moskwie na karę 7 lat pozbawienia wolności za szpiegostwo na rzecz Polski.
- 2008 – Diego Maradona został selekcjonerem reprezentacji Argentyny w piłce nożnej.
- 2009 – Süchbaataryn Batbold został premierem Mongolii.
- 2010:
  - 30 osób zginęło, a 68 zostało rannych w samobójczym zamachu bombowym w mieście Balad Ruz w środkowym Iraku.
  - Polski żaglowiec „Fryderyk Chopin” stracił podczas sztormu na Atlantyku oba maszty.
- 2011 – Otwarto stadion Arena Lwów.
- 2013 – W Stambule otwarto tunel kolejowy Marmaray pod cieśniną Bosfor.
- 2015 – Bidhya Devi Bhandari objęła urząd prezydenta Nepalu.
- 2016 – Centroprawicowa Partia Niepodległości wygrała przedterminowe wybory parlamentarne na Islandii.
- 2018 – W katastrofie Boeinga 737 MAX indonezyjskich linii Lion Air na Morzu Jawajskim zginęło wszystkich 189 osób na pokładzie (181 pasażerów i 8 członków załogi).
- 2022:
  - 121 osób zginęło, a ponad 350 zostało rannych w przeprowadzonym przez organizację Asz-Szabab zamachu bombowym na gmach ministerstwa edukacji w Mogadiszu.
  - 156 osób zginęło, a ponad 133 zostały ranne w wyniku wybuchu paniki podczas imprezy z okazji Halloween w Seulu.
- 2023 – W zamachu bombowym podczas kongresu regionalnego Świadków Jehowy w Koczinie w południowych Indiach zginęło 8 osób, a co najmniej 55 zostało rannych.

## Eksploracja kosmosu
- 1966 – Amerykańska sonda Lunar Orbiter 1 planowo uderzyła w powierzchnię Księżyca.
- 1991 – Amerykańska sonda Galileo przeleciała w odległości ok. 5 tys. km od planetoidy (951) Gaspra.
- 1998 – Po 36 latach amerykański astronauta i polityk John Glenn odbył na pokładzie wahadłowca Discovery swój drugi lot kosmiczny, zostając w wieku 77 lat najstarszym człowiekiem w kosmosie.
- 2008 – Chińska rakieta wyniosła na orbitę pierwszego wenezuelskiego satelitę komunikacyjnego VENESAT-1.

## Urodzili się
- 1497 – Benedetto Accolti, włoski kardynał, prawnik (zm. 1549)
- 1504 – Sin Saimdang, koreańska malarka, kaligrafka, poetka (zm. 1551)
- 1507 – Ferdynand Álvarez de Toledo, książę Alby, namiestnik Niderlandów, wicekról Portugalii (zm. 1582)
- 1547 – Zofia Wazówna, szwedzka królewna, księżna Saksonii-Lauenburga (zm. 1611)
- 1551 – Łazarz I Starszy Henckel von Donnersmarck, niemiecki hrabia, władca Bytomia, Tarnowskich Gór i Bogumina (zm. 1624)
- 1560 – Krystian I Wettyn, książę-elektor Saksonii (zm. 1591)
- 1598 – Zygmunt Guldenstern, polski magnat, polityk, dyplomata pochodzenia szwedzkiego (zm. 1666)
- 1652 – Jan Wyck, holenderski malarz (zm. 1702)
- 1682 – Pierre François Xavier de Charlevoix, francuski jezuita, misjonarz, historyk (zm. 1761)
- 1691 – Katarzyna Romanowa, carówna rosyjska, księżna meklemburska (zm. 1733)
- 1697 – Georges Desmarées, niemiecki malarz pochodzenia szwedzkiego (zm. 1776)
- 1706 – Wacław Piotr Rzewuski, polski szlachcic, hetman wielki koronny, wojewoda podolski i krakowski, pisarz (zm. 1779)
- 1725 – Giuseppe Garampi, włoski kardynał (zm. 1792)
- 1733 – Gottfried van Swieten, holenderski polityk, dyplomata w służbie austriackiej (zm. 1803)
- 1740 – James Boswell, szkocki prawnik, pamiętnikarz (zm. 1795)
- 1745 – Thomas Sim Lee, amerykański prawnik, polityk (zm. 1819)
- 1746 – Karol II August Wittelsbach, książę Palatynatu-Birkenfeld i Palatynatu-Zweibrücken (zm. 1795)
- 1748 – Daniel Smith, amerykański geodeta, wojskowy, polityk, senator (zm. 1818)
- 1757 – Guillaume Mauviel, francuski duchowny katolicki, biskup konstytucyjny Saint-Domingue (zm. 1814)
- 1772 – Jean Henri Jaume Saint-Hilaire, francuski przyrodnik, malarz (zm. 1845)
- 1780 – Stanisław Grabowski, polski hrabia, polityk (zm. 1845)
- 1784 – Wincencja Gerosa, włoska zakonnica, święta (zm. 1847)
- 1796 – Richard Spencer, amerykański rolnik, polityk (zm. 1868)
- 1800 – Michał Podczaszyński, polski dziennikarz, krytyk literacki (zm. 1835)
- 1811 – Louis Blanc, francuski polityk, historyk (zm. 1882)
- 1812:
  - Maximilian O’Donnell von Tyrconnell, austriacki generał (zm. 1895)
  - Hipolit Szczawiński, polski ziemianin, działacz niepodległościowy, społeczny i gospodarczy, uczestnik powstania listopadowego (zm. 1893)
- 1813 – Camille Polonceau, francuski inżynier, pionier kolejnictwa (zm. 1859)
- 1814 – Alexis Jordan, francuski botanik (zm. 1897)
- 1816 – Ferdynand II Koburg, król Portugalii (zm. 1885)
- 1817 – Antoni Oppeln-Bronikowski, polski pedagog, poeta (zm. 1884)
- 1818 – Anne Hampton Brewster, amerykańska poetka (zm. 1892)
- 1822 – Mieczysław Ledóchowski, polski duchowny katolicki, arcybiskup metropolita gnieźnieński i prymas Polski, kardynał (zm. 1902)
- 1824 – Juliusz Kossak, polski malarz, rysownik, ilustrator (zm. 1899)
- 1826 – Giuseppe Zanardelli, włoski polityk, premier Włoch (zm. 1903)
- 1828:
  - Thomas Francis Bayard, amerykański prawnik, dyplomata, polityk, senator (zm. 1889)
  - Pietro Mongini, włoski śpiewak operowy (tenor) (zm. 1874)
- 1829 – Marcin Borelowski, polski działacz społeczny, pułkownik, uczestnik powstania styczniowego (zm. 1863)
- 1831 – Othniel Charles Marsh, amerykański paleontolog, wykładowca akademicki (zm. 1899)
- 1832:
  - Mary Louisa Chitwood, amerykańska poetka (zm. 1855)
  - Narcyza od Jezusa, ekwadorska zakonnica, święta (zm. 1869)
- 1833:
  - Celina Chludzińska Borzęcka, polska zakonnica, założycielka zakonu zmartwychwstanek, błogosławiona (zm. 1913)
  - Tommaso Maria Zigliara, włoski kardynał (zm. 1893)
- 1836 – James Jacob Ritty, amerykański wynalazca (zm. 1918)
- 1837:
  - Mieczysław Dzikowski, polski dziennikarz, dramaturg, prozaik (zm. 1900)
  - Władysław Wolański, polski hrabia, ziemianin, polityk (zm. 1891)
- 1839 – Imre Steindl, węgierski architekt (zm. 1902)
- 1843 – Juan Soldevilla y Romero, hiszpański duchowny katolicki, arcybiskup Saragossy, kardynał (zm. 1923)
- 1844 – Franciszek Kasparek, polski prawnik, wykładowca akademicki (zm. 1903)
- 1849 – Edmund Modrzejewski, polski lekarz, chirurg (zm. 1893)
- 1850 – Anna von Magnis, niemiecka hrabianka, działaczka społeczna (zm. 1901)
- 1852:
  - Jakow Anfimow, rosyjski psychiatra, neurolog, wykładowca akademicki (zm. 1930)
  - Carl Korn, austriacki architekt, budowniczy pochodzenia żydowskiego (zm. 1906)
- 1853 – Eberhard Gothein, niemiecki historyk, ekonomista, wykładowca akademicki (zm. 1923)
- 1854 – Henryk Kamiński, polski generał brygady (zm. 1930)
- 1855:
  - Jacques Curie, francuski fizyk, mineralog, wykładowca akademicki (zm. 1941)
  - Emil Doepler, niemiecki grafik użytkowy, heraldyk, pedagog (zm. 1922)
- 1857:
  - Konrad Haebler, niemiecki historyk, bibliotekarz (zm. 1946)
  - Daniele Rosa, włoski zoolog, ewolucjonista (zm. 1944)
- 1858:
  - John Gerald Neville, irlandzki duchowny katolicki misjonarz, wikariusz apostolski Zanzibaru (zm. 1943)
  - Piotr Stachiewicz, polski malarz, ilustrator (zm. 1938)
  - Maria Weryho, polska pedagog, pisarka (zm. 1944)
- 1859:
  - Charles Ebbets, amerykański działacz sportowy (zm. 1925)
  - Ernst Hartert, niemiecki ornitolog (zm. 1933)
  - Władimir Szewiakow, rosyjski biolog, protistolog, wykładowca akademicki (zm. 1930)
- 1860 – Stefan Sumiński, polski hipolog, oficer huzarów pruskich, dyrektor stadnin (zm. 1930)
- 1861:
  - Karolina Olsson, Szwedka, która rzekomo pozostawała w stanie hibernacji przez 32 lata (zm. 1950)
  - Andriej Riabuszkin, rosyjski malarz (zm. 1904)
- 1862 – Cecylia Śniegocka, polska nauczycielka, organizatorka tajnej oświaty, działaczka feministyczna (zm. 1934)
- 1863:
  - Edmund Chwaściński, polski inżynier kolejowy (zm. 1940)
  - Tadeusz Walicki, polski szlachcic, polityk, poseł do pierwszej Dumy Państwowej (zm. 1919)
- 1864 – Edward Pöschek, polski generał brygady, wynalazca (zm. 1929)
- 1866 – Carl Gustav Witt, niemiecki astronom (zm. 1946)
- 1870 – Aleksander Andrzej Dąbrowski, polski generał brygady (zm. 1925)
- 1871:
  - Narziß Ach, niemiecki psycholog, filozof, lekarz, wykładowca akademicki (zm. 1946)
  - Tadeusz Grabowski, polski historyk literatury, encyklopedysta (zm. 1960)
- 1874:
  - Józef Markowski, polski anatom (zm. 1947)
  - Adam Marceli Piwowar, polski geolog, polarnik, samorządowiec, prezydent Dąbrowy Górniczej (zm. 1939)
- 1875:
  - Anastasija Bicenko, rosyjska rewolucjonistka (zm. 1938)
  - Jacob Gundersen, norweski zapaśnik (zm. 1968)
  - Maria Koburg, królowa Rumunii (zm. 1938)
- 1879:
  - Władysław Kozicki, polski historyk sztuki, poeta, dramaturg, publicysta, recenzent teatralny (zm. 1936)
  - Franz von Papen, niemiecki polityk, kanclerz Niemiec i premier Prus (zm. 1969)
- 1880:
  - Otto Flake, niemiecki pisarz (zm. 1963)
  - Abram Ioffe, rosyjski fizyk, wykładowca akademicki pochodzenia żydowskiego (zm. 1960)
  - Artiemij Lubowicz, radziecki i białoruski polityk (zm. 1938)
- 1881:
  - John DeWitt, amerykański lekkoatleta, młociarz (zm. 1930)
  - Marion Phillips, brytyjska polityk pochodzenia australijskiego (zm. 1932)
- 1882:
  - Jenő Fuchs, węgierski szablista (zm. 1955)
  - Jean Giraudoux, francuski pisarz (zm. 1944)
- 1885 – Nils Lamby, szwedzki żeglarz sportowy (zm. 1970)
- 1887 – Jan Scheffler, rumuński duchowny katolicki, biskup Satu Mare, błogosławiony (zm. 1952)
- 1888 – Tadeusz Grodyński, polski ekonomista, polityk, kierownik Ministerstwa Skarbu (zm. 1958)
- 1889:
  - Leopold Cehak, polski generał brygady (zm. 1946)
  - Li Dazhao, chiński uczony, działacz komunistyczny (zm. 1927)
  - Edgar Puaud, francuski pułkownik, kolaborant (zm. 1945)
  - Ludomir Sleńdziński, polski malarz, rzeźbiarz, pedagog (zm. 1980)
- 1890:
  - Hans-Valentin Hube, niemiecki generał (zm. 1944)
  - Alfredo Ottaviani, włoski kardynał (zm. 1979)
- 1891:
  - Edmund Bigoński, polski dziennikarz, polityk, poseł na Sejm RP (zm. 1937)
  - Fanny Brice, amerykańska aktorka pochodzenia węgierskiego (zm. 1951)
- 1892 – Stanisław Ostrowski, polski polityk, prezydent RP na uchodźstwie (zm. 1982)
- 1893 – Paschalis Carda Saporta, hiszpański duchowny katolicki, męczennik, błogosławiony (zm. 1936)
- 1894 – Jack Pearl, amerykański aktor wodewilowy, osobowość radiowa pochodzenia żydowskiego (zm. 1982)
- 1895 – Kazimierz Bąbiński, polski pułkownik piechoty (zm. 1970)
- 1897:
  - Joseph Goebbels, niemiecki polityk, działacz nazistowski, minister propagandy i oświecenia publicznego III Rzeszy (zm. 1945)
  - Jakub Szapiro, polski dziennikarz, literat, nauczyciel, esperantysta pochodzenia żydowskiego (zm. 1941)
- 1898 – Charles Garland, amerykański tenisista (zm. 1971)
- 1899:
  - Konrad Krajewski, polski generał brygady (zm. 1977)
  - Johannes Lauristin, estoński polityk komunistyczny (zm. 1841)
  - Akim Tamiroff, amerykański aktor pochodzenia ormiańskiego (zm. 1972)
- 1900:
  - Andrej Bagar, słowacki aktor (zm. 1966)
  - Wiktor Boczkow, radziecki generał porucznik, funkcjonariusz służb specjalnych (zm. 1981)
- 1901:
  - Zygmunt Adamski, polski inżynier hydrotechnik (zm. 1979)
  - Ana Vela-Rubio, hiszpańska superstulatka (zm. 2017)
- 1903:
  - Erich Brost, niemiecki dziennikarz, polityk, działacz antynazistowski (zm. 1995)
  - Mieczysław Jastrun, polski poeta, tłumacz pochodzenia żydowskiego (zm. 1983)
  - Philip Sandblom, szwedzki chirurg, naukowiec, żeglarz sportowy (zm. 2001)
  - Arturo Tabera Araoz, hiszpański duchowny katolicki, arcybiskup Pampeluny, kardynał (zm. 1975)
- 1904 – Aleksandr Morozow, radziecki generał major, konstruktor czołgów, polityk (zm. 1979)
- 1905 – Konstantin Szachowskoj, rosyjski emigracyjny duchowny, działacz i publicysta prawosławny (zm. 1972)
- 1906:
  - Fredric Brown, amerykański pisarz science fiction (zm. 1972)
  - Branislav Sekulić, jugosłowiański piłkarz, trener (zm. 1968)
- 1907 – Stephan Preuschoff, niemiecki malarz, grafik, ilustrator (zm. 1994)
- 1909:
  - Henock Abrahamsson, szwedzki piłkarz, bramkarz (zm. 1958)
  - Ivan Bek, jugosłowiański i francuski piłkarz (zm. 1963)
  - Engelbert Guzdek, niemiecki zbrodniarz wojenny (zm. 1943)
  - Raúl Villarreal, argentyński bokser (zm. ?)
  - Frank Wykoff, amerykański lekkoatleta, sprinter (zm. 1980)
- 1910:
  - Alfred Jules Ayer, brytyjski filozof, logik, wykładowca akademicki pochodzenia żydowskiego (zm. 1989)
  - Adam Meller, polski działacz komunistyczny, dyplomata pochodzenia żydowskiego (zm. 2000)
- 1911:
  - Feliks Bednarski, polski duchowny katolicki, dominikanin, teolog, filozof (zm. 2006)
  - Eugeniusz Żytomirski, polski pisarz (zm. 1975)
- 1912 – Krystyna Kuliczkowska, polska historyk, krytyk literacki (zm. 1986)
- 1913:
  - Ludwig Damminger, niemiecki piłkarz, trener (zm. 1981)
  - Michał Maciejowski, polski porucznik pilot, as myśliwski (zm. 2001)
- 1914 – Maksym, bułgarski duchowny prawosławny, patriarcha Bułgarii (zm. 2012)
- 1915:
  - Stanisław Karubin, polski sierżant pilot, as myśliwski (zm. 1941)
  - Gabriel Zych, polski prozaik, eseista (zm. 1996)
- 1916 – Wincenty Galica, polski plutonowy, lekarz, działacz społeczny (zm. 2010)
- 1917:
  - Henry Carlsson, szwedzki piłkarz, trener (zm. 1999)
  - Eddie Constantine, francuski aktor, piosenkarz (zm. 1993)
  - Harold Garfinkel, amerykański socjolog (zm. 2011)
  - Zofia Łapicka, polska aktorka (zm. 2005)
  - Nam Cao, wietnamski pisarz (zm. 1951)
  - Birger Rosengren, szwedzki piłkarz (zm. 1977)
- 1918:
  - Paweł Hertz, polski prozaik, poeta, tłumacz (zm. 2001)
  - Diana Serra Cary, amerykańska aktorka, pisarka (zm. 2020)
- 1919:
  - Alfred Gansiniec, polski hokeista, trener (zm. 1999)
  - Konrad Nałęcki, polski reżyser filmowy (zm. 1991)
- 1920:
  - Baruj Benacerraf, wenezuelski immunolog, laureat Nagrody Nobla (zm. 2011)
  - Hilda Bernard, argentyńska aktorka (zm. 2022)
  - Jadwiga Grabowska-Hawrylak, polska architekt (zm. 2018)
  - Edward Sznajder, polski polityk, działacz gospodarczy (zm. 1978)
- 1921:
  - Karol Stefan Altenburg, austriacki arystokrata (zm. 2018)
  - Baselios Mar Thoma Didymos I, indyjski duchowny Malankarskiego Kościoła Ortodoksyjnego, Katolikos Wschodu (zm. 2014)
- 1922:
  - Neal Hefti, amerykański muzyk jazzowy, trębacz, kompozytor (zm. 2008)
  - Zbigniew Wójcik, polski historyk (zm. 2014)
- 1923:
  - Desmond Bagley, brytyjski prozaik, dziennikarz (zm. 1983)
  - Carl Djerassi, austriacki chemik (zm. 2015)
  - Gerda van der Kade-Koudijs, holenderska lekkoatletka, skoczkini wzwyż i sprinterka (zm. 2015)
- 1924:
  - Zbigniew Herbert, polski poeta, dramaturg, eseista, autor słuchowisk (zm. 1998)
  - Danielle Mitterrand, francuska polityk, pierwsza dama (zm. 2011)
- 1925:
  - Geraldine Brooks, amerykańska aktorka (zm. 1977)
  - Chaim Chefer, izraelski poeta, autor tekstów piosenek, felietonista (zm. 2012)
  - Robert Hardy, brytyjski aktor (zm. 2017)
  - Klaus Roth, brytyjski matematyk pochodzenia żydowskiego (zm. 2015)
  - Zoot Sims, amerykański saksofonista jazzowy (zm. 1985)
- 1926:
  - Necmettin Erbakan, turecki polityk, premier Turcji (zm. 2011)
  - Jon Vickers, kanadyjski śpiewak operowy (tenor) (zm. 2015)
- 1927:
  - George Nichopoulos, amerykański lekarz pochodzenia greckiego (zm. 2016)
  - Matti Pietikäinen, fiński skoczek narciarski (zm. 1967)
  - Frank Sedgman, australijski tenisista
- 1928:
  - Jack Donner, amerykański aktor (zm. 2019)
  - Karl Giesser, austriacki piłkarz (zm. 2010)
- 1929:
  - Maria Arndt, polska lekkoatletka, sędzia sportowy (zm. 2000)
  - Marat Kaziej, białoruskie dziecko-żołnierz, wywiadowca radzieckiej brygady partyzanckiej (zm. 1944)
  - Jewgienij Primakow, rosyjski polityk, minister spraw zagranicznych i premier Rosji pochodzenia żydowskiego (zm. 2015)
  - Ida Schöpfer, szwajcarska narciarka alpejska (zm. 2014)
- 1930:
  - Puck Brouwer, holenderska lekkoatletka, sprinterka (zm. 2006)
  - Mariusz Dmochowski, polski aktor, polityk, poseł na Sejm PRL (zm. 1992)
  - Charles Geerts, belgijski piłkarz, bramkarz (zm. 2015)
  - Omara Portuondo, kubańska piosenkarka
  - Jude Saint-Antoine, kanadyjski duchowny katolicki, biskup pomocniczy Montrealu (zm. 2023)
  - Niki de Saint Phalle, francuska rzeźbiarka, malarka (zm. 2002)
- 1931:
  - Wiesław Antkowiak, polski chemik, wykładowca akademicki (zm. 2023)
  - Franco Interlenghi, włoski aktor (zm. 2015)
- 1932:
  - Dick Garmaker, amerykański koszykarz (zm. 2020)
  - Charlotte Knobloch, niemiecka działaczka społeczności żydowskiej
  - Ted Nash, amerykański wioślarz (zm. 2021)
  - Alicja Perz-Szletyńska, polska podporucznik (zm. 2015)
  - Wolfgang Weider, niemiecki duchowny katolicki, biskup pomocniczy Berlina (zm. 2024)
- 1933:
  - Joseph Cassidy, irlandzki duchowny katolicki, arcybiskup Tuam (zm. 2013)
  - Antoni Feluś, polski prawnik, kryminalistyk, profesor nauk prawnych (zm. 2025)
  - Celso José Pinto da Silva, brazylijski duchowny katolicki, arcybiskup metropolita Teresiny (zm. 2018)
- 1934:
  - Marian Cezary Abramowicz, polski poeta, prozaik (zm. 1997)
  - Andrzej Iwiński, polski aktor (zm. 2013)
  - Richard zu Sayn-Wittgenstein-Berleburg, niemiecki arystokrata (zm. 2017)
  - Honorata Skoczylas-Stawska, polska dialektolog (zm. 2018)
- 1935:
  - Eddie Hopkinson, angielski piłkarz, bramkarz (zm. 2004)
  - André Nelis, belgijski żeglarz sportowy (zm. 2012)
  - Isao Takahata, japoński reżyser filmowy, producent i scenarzysta filmów anime (zm. 2018)
  - Peter Watkins, brytyjski reżyser filmowy i telewizyjny
- 1936:
  - Eugenio Barba, włoski reżyser teatralny, dramaturg, teoretyk teatru
  - Ron Irwin, kanadyjski polityk, dyplomata (zm. 2020)
- 1937:
  - Ryszard Mieczysław Klisowski, polski kompozytor, skrzypek, teoretyk muzyki, pedagog muzyczny, poeta, publicysta (zm. 2024)
  - Bierta Kołokolcewa, rosyjska łyżwiarka szybka
  - Łucja Noworyta, polska lekkoatletka (zm. 2022)
  - Alan Peacock, angielski piłkarz (zm. 2025)
- 1938:
  - Ralph Bakshi, amerykański reżyser filmów animowanych
  - Ellen Johnson-Sirleaf, liberyjska polityk, prezydent Liberii, laureatka Pokojowej Nagrody Nobla
  - Wilbert McClure, amerykański bokser (zm. 2020)
  - Bolesław Szudejko, polski chirurg, samorządowiec, polityk, senator RP
- 1939:
  - Tadeusz Jauer, polski generał dywizji, doktor nauk wojskowych, szef Wojsk Obrony Przeciwlotniczej (zm. 2006)
  - Shū Kamo, japoński piłkarz, trener
- 1940:
  - Frida Boccara, francuska piosenkarka (zm. 1996)
  - Connie Mack III, amerykański polityk, senator
  - Heinrich Mussinghoff, niemiecki duchowny katolicki, biskup Akwizgranu
  - Jean-Louis Plouffe, kanadyjski duchowny katolicki, biskup Sault Sainte Marie
  - Xavier Stierli, szwajcarski piłkarz
- 1941:
  - Karen Cushman, amerykańska pisarka
  - Jerrold Freedman, amerykański reżyser, scenarzysta i producent filmowy
  - Yvon-Joseph Moreau, kanadyjski duchowny katolicki, biskup Sainte-Anne-de-la-Pocatière
  - Peter Pelikan, austriacki architekt
- 1942:
  - Vita Andersen, duńska pisarka (zm. 2021)
  - Kazimierz Kurzawski, polski strzelec sportowy, trener
  - Jan Pieterse, holenderski kolarz szosowy
  - Josip Rukavina, chorwacki szachista, trener
- 1943:
  - Christopher Cain, amerykański reżyser filmowy
  - Norman Hunter, angielski piłkarz (zm. 2020)
  - Dušan Ivković, serbski koszykarz, trener (zm. 2021)
  - Andrzej Minkiewicz, polski dziennikarz sportowy (zm. 2014)
  - Don Simpson, amerykański producent filmowy (zm. 1996)
- 1944:
  - Michaj Burano, polski wokalista, gitarzysta, kompozytor, autor tekstów, aktor, członek zespołów: Rhythm and Blues, Czerwono-Czarni, Niebiesko-Czarni i Burano & leske Rom pochodzenia romskiego
  - Harry Duda, polski prozaik, poeta, publicysta
  - Denny Laine, brytyjski gitarzysta, wokalista, członek zespołów The Moody Blues i Wings (zm. 2023)
  - Barbara Stamm, niemiecka polityk, przewodnicząca bawarskiego Landtagu (zm. 2022)
  - Magdalena Zawadzka, polska aktorka
- 1945:
  - Arnulfo Fuentebella, filipiński prawnik, polityk, przewodniczący Izby Reprezentantów (zm. 2020)
  - Mikałaj Kazak, białoruski fizyk, polityk
  - Józef Łoziński, polski pisarz
- 1946:
  - Ángel Bargas, argentyński piłkarz, trener
  - Peter Green, brytyjski gitarzysta, członek zespołu Fleetwood Mac (zm. 2020)
  - Oscar Más, argentyński piłkarz
  - Vahidin Musemić, bośniacki piłkarz (zm. 2023)
  - Mohammad Rejszahri, irański duchowny szyicki, polityk, minister wywiadu i bezpieczeństwa (zm. 2022)
  - Borisław Welikow, bułgarski chemik, polityk
- 1947:
  - Henryka Bochniarz, polska ekonomistka, działaczka godpodarcza, polityk, minister przemysłu i handlu
  - Helen Coonan, australijska polityk
  - Juan de Dios Izquierdo Collado, hiszpański filozof, wykładowca akademicki, polityk
  - Richard Dreyfuss, amerykański aktor
  - Jerzy Fedorowicz, polski aktor, reżyser teatralny, polityk, poseł na Sejm i senator RP
  - Henri Michel, francuski piłkarz, trener (zm. 2018)
  - Þorsteinn Pálsson, islandzki polityk, premier Islandii
  - Andrzej Puczyński, polski gitarzysta, członek zespołu Exodus, producent muzyczny
  - José Quintanilla, salwadorski piłkarz (zm. 1977)
  - Robert Service, brytyjski historyk, sowietolog
- 1948:
  - Leszek Gałysz, polski reżyser, scenarzysta, animator i producent filmowy (zm. 2018)
  - Kate Jackson, amerykańska aktorka, reżyserka telewizyjna
  - Feliks Kułow, kirgiski polityk, premier Kirgistanu
  - Charles Maung Bo, birmański duchowny katolicki, arcybiskup Rangunu, kardynał
  - Wiesław Saniewski, polski reżyser i scenarzysta filmowy
  - Frans de Waal, holenderski prymatolog, etolog (zm. 2024)
- 1949:
  - Tomasz Nałęcz, polski historyk, publicysta, polityk, wicemarszałek Sejmu RP
  - James Williamson, amerykański gitarzysta, kompozytor, członek zespołu The Stooges
- 1950:
  - Abdullah Gül, turecki polityk, premier i prezydent Turcji
  - Leszek Kwiatkowski, polski producent muzyczny i teatralny, reżyser estradowy, autor tekstów kabaretowych
  - Raffaele Lombardo, włoski lekarz, polityk
- 1951:
  - Anne Alvaro, francuska aktorka
  - Jacinto Bergmann, brazylijski duchowny katolicki, arcybiskup Pelotas
  - Fausto Correia, portugalski prawnik, dziennikarz, polityk (zm. 1907)
  - Dirk Kempthorne, amerykański polityk, senator
  - Jewgienij Moczałow, białoruski szachista
  - Tiff Needell, brytyjski kierowca wyścigowy, prezenter telewizyjny
- 1952:
  - Marcia Fudge, amerykańska polityk, kongreswoman
  - Netumbo Nandi-Ndaitwah, namibijska polityk, prezydent Namibii
  - Walerij Tokariew, rosyjski pułkownik pilot, kosmonauta
  - Oleg Zakirow, rosyjski major KGB, publicysta pochodzenia uzbeckiego (zm. 2017)
- 1953:
  - Alex Grey, amerykański artysta
  - Stanisław Kogut, polski związkowiec, polityk, senator RP (zm. 2020)
  - Waldemar Witkowski, polski działacz spółdzielczy, polityk
- 1954:
  - Stanisław Banaś, polski aktor, reżyser teatralny
  - Lee Child, brytyjski pisarz
  - Paul Di Filippo, amerykański pisarz science fiction
  - Herman Frazier, amerykański lekkoatleta, sprinter
  - Siegrun Siegl, niemiecka lekkoatletka, wieloboistka i skoczkini w dal
- 1955:
  - Liliana Barańska, polska polityk, poseł na Sejm PRL (zm. 2016)
  - Tudor Deliu, mołdawski dziennikarz, nauczyciel, polityk (zm. 2023)
  - Kevin DuBrow, amerykański wokalista, członek zespołu Quiet Riot (zm. 2007)
  - Micho Dukow, bułgarski zapaśnik
  - Alois Estermann, szwajcarski teolog, komendant Gwardii Szwajcarskiej (zm. 1998)
  - Marian Kawa, polski pedagog, polityk, poseł na Sejm RP
  - Roger O’Donnell, brytyjski klawiszowiec, członek zespołu The Cure
- 1956:
  - Wilfredo Gómez, portorykański bokser
  - Luigi Ernesto Palletti, włoski duchowny katolicki, biskup La Spezia-Sarzana-Brugnato
  - Tadeusz Pióro, polski biolog, samorządowiec, członek zarządu województwa podkarpackiego, burmistrz Sanoka (zm. 2020)
- 1957:
  - José António Bargiela, portugalski piłkarz, trener (zm. 2005)
  - Dan Castellaneta, amerykański aktor pochodzenia włoskiego
  - Glen MacPherson, kanadyjski operator filmowy
  - Tadeusz Patalita, polski samorządowiec, polityk, wójt Mszany Dolnej, poseł na Sejm RP
  - Jerzy Sterczyński, polski pianista, pedagog
- 1958:
  - Helena Czakowska, polska ekonomistka, wykładowczyni akademicka
  - Teresa Komorowska-Schielke, polska koszykarka
  - Ann-Marie MacDonald, kanadyjska pisarka
- 1959:
  - Finola Hughes, brytyjska aktorka, prezenterka telewizyjna, tancerka, reżyserka i producentka filmowa
  - Władimir Kobziew, rosyjski piłkarz, trener (zm. 2012)
  - John Magufuli, tanzański polityk, minister robót, transportu i komunikacji, prezydent Tanzanii (zm. 2021)
  - Kuniharu Nakamoto, japoński piłkarz
  - Katarzyna Skórzyńska, polska urzędniczka państwowa, dyplomatka
- 1960:
  - Helena André, portugalska działaczka związkowa, polityk
  - Jesse Barfield, amerykański baseballista
  - Michael Carter, amerykański lekkoatleta, kulomiot, futbolista
  - Mykoła Haber, ukraiński polityk
  - Władimir Kim, kazachski przedsiębiorca, miliarder pochodzenia koreańskiego
  - Grant Parker, nowozelandzki zapaśnik
- 1961:
  - Per-Inge Bengtsson, szwedzki kajakarz
  - Tomasz Chłoń, polski hungarysta, dyplomata
  - Nathaniel Crosby, amerykański golfista
  - Randy Jackson, amerykański wokalista, muzyk
  - Cornelia Oschkenat, niemiecka lekkoatletka, płotkarka
  - Algimantas Valantinas, litewski prawnik, sędzia, prokurator generalny
- 1962:
  - Einar Örn Benediktsson, islandzki piosenkarz, trębacz
  - Josef Csaplár, czeski piłkarz, trener
  - Timothy Harris, australijski duchowny katolicki, biskup Townsville
  - Jahja Sinwar, palestyński polityk, przywódca Hamasu (zm. 2024)
  - Mărioara Trașcă, rumuńska wioślarka
  - Bettina Vollath, austriacka działaczka samorządowa, polityk
  - Bożena Wojtkowska, polska badmintonistka
- 1963:
  - Damian Chapa, amerykański aktor, reżyser, scenarzysta i producent filmowy pochodzenia meksykańskiego
  - Kristján Jónsson, islandzki piłkarz
  - Sławomir Hajos, polski strażak, samorządowiec, polityk, poseł na Sejm RP
  - Tim Minear, amerykański reżyser i scenarzysta filmowy
  - Marek Sobczyński, polski koszykarz (zm. 1998)
- 1964:
  - Mats Gustafsson, szwedzki saksofonista free jazzowy
  - Yasmin Le Bon, brytyjska modelka
  - Anthony Mosse, nowozelandzki pływak
  - Jackie Pereira, australijska hokeistka na trawie
  - Germar Rudolf, niemiecki chemik, negacjonista
  - Andreas Wagenhaus, niemiecki piłkarz
- 1965:
  - Eddy Huntington, brytyjski piosenkarz
  - Tiff Lacey, brytyjska piosenkarka, autorka tekstów, pisarka, malarka
  - Aleksandra Nawe, polska pianistka, kameralistka, pedagog
  - Zoran Stawrewski, macedoński polityk
  - Paul Stewart, brytyjski kierowca wyścigowy
- 1966:
  - Liu Boming, chiński pilot wojskowy, astronauta
  - Anna Litwina, rosyjska historyk, profesor
  - Jurij Tyma, ukraiński polityk
- 1967:
  - Thorsten Fink, niemiecki piłkarz, trener
  - Joely Fisher, amerykańska aktorka
  - Piotr (Musteață), mołdawski biskup prawosławny
  - Rufus Sewell, brytyjski aktor
- 1968:
  - Rob Cavestany, amerykański muzyk, wokalista, kompozytor, członek zespołu Death Angel
  - Wartan Chaczatrian, ormiański piłkarz
  - John Farley, amerykański aktor
  - Dariusz Kucharski, polski inżynier środowiska, samorządowiec, burmistrz Dzierżoniowa
  - Grayson McCouch, amerykański aktor
- 1969:
  - Jorgos Donis, brytyjski piłkarz, trener
  - Mirco Nontschew, niemiecki aktor, komik (zm. 2021)
  - Roni Size, brytyjski didżej, producent muzyczny
- 1970:
  - Phillip Cocu, holenderski piłkarz, trener
  - Krzysztof Raczkowski, polski perkusista, członek zespołu Vader (zm. 2005)
  - Edwin van der Sar, holenderski piłkarz, bramkarz
  - Chris Thorpe, amerykański saneczkarz
  - Christopher Wiehl, amerykański aktor
- 1971:
  - Klara Badano, włoska błogosławiona (zm. 1990)
  - Daniel J. Bernstein, amerykański matematyk, programista, kryptolog, wykładowca akademicki pochodzenia żydowskiego
  - Kevin Bracken, amerykański zapaśnik
  - Matthew Hayden, australijski krykiecista
  - Jean-Pierre Martins, francuski aktor, muzyk
  - Bogdan Olteanu, rumuński prawnik, polityk
  - Winona Ryder, amerykańska aktorka
  - Ewa Szawłowska, polska aktorka
- 1972:
  - David Grindley, brytyjski lekkoatleta, sprinter
  - Wojciech Kolarski, polski urzędnik państwowy i samorządowy
  - Rodion Łuka, ukraiński żeglarz sportowy
  - Witalij Mintenko, ukraiński piłkarz
  - Tracee Ellis Ross, amerykańska aktorka
  - Gabrielle Union, amerykańska aktorka, modelka
  - Legna Verdecia, kubańska judoczka
- 1973:
  - Bogdan Brzyski, polski aktor
  - Mzonke Fana, południowoafrykański bokser
  - Vonetta Flowers, amerykańska bobsleistka
  - Masakiyo Maezono, japoński piłkarz
  - Robert Pirès, francuski piłkarz
  - Marcin Rychcik, polski aktor
  - Benoît Vétu, francuski kolarz torowy
- 1974:
  - Luca Beccari, sanmaryński bankowiec, polityk
  - R.A. Dickey, amerykański baseballista
  - Ilze Indriksone, łotewska działaczka samorządowa, polityk
  - Marcin Kaczkan, polski alpinista, himalaista
  - Marcin Murawski, polski altowiolista, dyrygent, dziennikarz, pedagog
  - Alexandre Paes Lopes, brazylijski piłkarz
  - Dzmitryj Pankou, białoruski hokeista
- 1975:
  - Godfried Aduobe, ghański piłkarz
  - Frank Baumann, niemiecki piłkarz
  - Aksel Hennie, norweski aktor, reżyser i scenarzysta filmowy
  - George Mbwando, zimbabwejski piłkarz
  - Rusłan Stefanczuk, ukraiński prawnik, polityk
  - Satoshi Yaginuma, japoński muzyk, kompozytor, autor tekstów, członek zespołów fripSide i ALTIMA
- 1976:
  - Tony Coyle, południowoafrykański piłkarz
  - Stephen Craigan, północnoirlandzki piłkarz
  - Beata Pawlicka, polska siatkarka
  - Xu Yuhua, chińska szachistka
- 1977:
  - Jon Abrahams, amerykański aktor
  - Julio Camejo, kubański aktor, tancerz
  - Juraj Czinege, słowacki piłkarz
  - Brendan Fehr, kanadyjski aktor pochodzenia niemiecko-norweskiego
  - Wilfredo García, kubański zapaśnik
  - Robert Sens, niemiecki wioślarz
  - Leandro Simi, brazylijski futsalista
  - Aistė Smilgevičiūtė, litewska piosenkarka
- 1978:
  - Paweł Ciećwierz, polski pisarz fantasy i science fiction
  - Wálter Flores, boliwijski piłkarz
  - Miłosz Haber, polski judoka, trener
  - Marco Zullo, włoski inżynier, polityk, eurodeputowany
- 1979:
  - Igor Duljaj, serbski piłkarz, trener
  - Dominika Grodzicka, polska pięcioboistka nowoczesna
  - Marta Mendel, polska lekarz weterynarii, wykładowczyni akademicka
- 1980:
  - Adam Borowicz, polski kucharz, prezenter programów kulinarnych, osobowość telewizyjna
  - Miguel Cotto, portorykański bokser
  - Gieorgij Curcumia, kazachski zapaśnik pochodzenia gruzińskiego
  - Ben Foster, amerykański aktor
  - Artur Ligęska, polski trener personalny, instruktor fitness, menedżer (zm. 2021)
  - César Luena, hiszpański polityk, eurodeputowany
  - Rebecca Sattin, australijska wioślarka
  - Francesco Valiani, włoski piłkarz
  - Yuki Yokosawa, japońska judoczka
- 1981:
  - Amanda Beard, amerykańska pływaczka
  - Daniel Feuerriegel, australijski aktor
  - Jorgos Fotakis, grecki piłkarz
  - Lene Alexandra, norweska piosenkarka, modelka
  - Rusłan Rotań, ukraiński piłkarz
  - Jewgienij Szarapow, ukraiński szachista
- 1982:
  - Radomir Đalović, czarnogórski piłkarz
  - Katarzyna Ponikwia, polska biathlonistka
  - Frazer Richardson, angielski piłkarz
  - Chelan Simmons, kanadyjska aktorka
- 1983:
  - Dillon Casey, amerykańsko-kanadyjski aktor, scenarzysta i producent filmowy
  - Jakub Dłoniak, polski koszykarz
  - Freddy Eastwood, walijski piłkarz
  - Malik Fathi, niemiecki piłkarz pochodzenia tureckiego
  - Jérémy Mathieu, francuski piłkarz
  - Nurcan Taylan, turecka sztangistka
- 1984:
  - Aleksandra Goniewicz, polska siatkarka
  - Álvaro González, urugwajski piłkarz
  - Nina Karasewycz, ukraińska biathlonistka
  - Piotr Słapa, polski gitarzysta akustyczny, kompozytor, edukator, dziennikarz
  - Eric Staal, kanadyjski hokeista
  - Anthony Strong, brytyjski wokalista, autor tekstów, pianista jazzowy
  - Tony Tsabedze, eswatyński piłkarz
  - Zhu Lin, chińska badmintonistka
- 1985: 
  - Laetitia Avia, francuska polityk pochodzenia togijskiego
  - Cal Crutchlow, brytyjski motocyklista wyścigowy
  - Serdar Gözübüyük, holenderski sędzia piłkarski pochodzenia tureckiego
  - Pineas Jacob, namibijski piłkarz
  - Janet Montgomery, brytyjska aktorka
  - Lacey Nymeyer, amerykańska pływaczka
  - Jerome Ramatlhakwane, botswański piłkarz
  - Ximena Sariñana, meksykańska piosenkarka, aktorka
  - Vijender Singh, indyjski bokser
  - Olha Stefaniszyna, ukraińska prawnik, polityk
- 1986:
  - Paulina James, amerykańska aktorka pornograficzna
  - Myriam Soumaré, francuska lekkoatletka, sprinterka pochodzenia mauretańskiego
  - Derek Theler, amerykański aktor scenarzysta i producent filmowy i telewizyjny
- 1987:
  - Fleur East, brytyjska piosenkarka, tancerka
  - Wayne Ellington, amerykański koszykarz
  - Tove Lo, szwedzka piosenkarka, autorka tekstów
  - Błażej Michalski, polski aktor
  - José Francisco Torres, amerykański piłkarz pochodzenia meksykańskiego
- 1988:
  - Ryan Cochrane, kanadyjski pływak
  - Ana Foxxx, amerykańska aktorka pornograficzna
  - Florin Gardoș, rumuński piłkarz
  - Ilona Gierak, polska siatkarka
  - Andy King, walijski piłkarz
  - Dmitrij Muserski, rosyjski siatkarz pochodzenia ukraińskiego
- 1989:
  - Karolina Czarnecka, polska aktorka, wokalistka
  - Primož Roglič, słoweński skoczek narciarski, kolarz szosowy
  - Solar, polski raper
  - Joel Ward, angielski piłkarz
- 1990:
  - Vanessa Crone, kanadyjska łyżwiarka figurowa
  - Junior Hoilett, kanadyjski piłkarz
  - Ender Inciarte, wenezuelski baseballista
  - Dmitrij Kulikow, rosyjski hokeista
  - Eric Saade, szwedzki piosenkarz, prezenter telewizyjny pochodzenia libańskiego
  - Tomasz Zieliński, polski sztangista
- 1991:
  - Anita Blaze, francuska florecistka
  - Eben Etzebeth, południowoafrykański rugbysta
  - Oscar Lindberg, szwedzki hokeista
  - Gyselle Silva, kubańska siatkarka
  - Nikita Zajcew, rosyjski hokeista
- 1992:
  - Evan Fournier, francuski koszykarz
  - Tanja Joachim, niemiecka siatkarka
  - Rafał Kijańczuk, polski zawodnik MMA
  - Colin Miller, kanadyjski hokeista
  - Recep Topal, turecki zapaśnik
- 1993:
  - Alberto Bettiol, włoski kolarz szosowy
  - India Eisley, amerykańska aktorka
  - Betnijah Laney, amerykańska koszykarka
  - Tarik Abd as-Salam, egipsko-bułgarski zapaśnik
- 1994:
  - Ilira, niemiecko-szwajcarska piosenkarka, autorka tekstów pochodzenia kosowsko-albańskiego
  - Alaksandr Iwanou, białoruski piosenkarz
  - Arkadiusz Makarewicz, polski judoka
  - Aurélien Panis, francuski kierowca wyścigowy
  - Gerald Takwara, zimbabwejski piłkarz
  - Kuba Więcek, polski saksofonista i kompozytor jazzowy
- 1995:
  - Taku Hiraoka, japoński snowboardzista
  - Ida Karstoft, duńska lekkoatletka, sprinterka
  - Daniel Raba, hiszpański piłkarz
  - Vava, chińska raperka
- 1996:
  - Meriem Bjaoui, tunezyjska judoczka
  - Vince Dunn, kanadyjski hokeista
  - Loïc Meillard, szwajcarski narciarz alpejski
  - Bailey Peacock-Farrell, północnoirlandzki piłkarz, bramkarz pochodzenia angielskiego
  - Luka Plantić, chorwacki bokser
  - Mikko Rantanen, fiński hokeista
  - Astrid Smeplass, norweska piosenkarka, autorka tekstów
- 1997:
  - Rawle Alkins, amerykański koszykarz
  - Egas Cacintura, angolski piłkarz, futsalista
  - Irina Kazakiewicz, rosyjska biathlonistka
  - Iłona Prokopewniuk, ukraińska zapaśniczka
- 1998:
  - Rafa Mújica, hiszpański piłkarz
  - Lance Stroll, kanadyjski kierowca wyścigowy
- 1999:
  - Paweł Kacperczyk, polski muzyk, wokalista, członek duetu Kacperczyk
  - Kamil Otowski, polski pływak, paraolimpijczyk
- 2000:
  - Giovanna dos Santos, brazylijska judoczka
  - Zalia, polska piosenkarka, autorka tekstów, kompozytorka, aktorka dubbingowa
- 2001 – Fanelo Mamba, eswatyński piłkarz
- 2002:
  - Doğan Alemdar, turecki piłkarz, bramkarz
  - Pavel Bittner, czeski kolarz szosowy
  - Jordan Bos, australijski piłkarz pochodzenia holenderskiego
  - Styven Vásquez, salwadorski piłkarz
- 2003 – Omari Hutchinson, jamajsko-angielski piłkarz
- 2005 – Lukas Nellenschulte, niemiecki skoczek narciarski

## Zmarli
- 606 – Cyriak II, patriarcha Konstantynopola (ur. ?)
- 1186 – Piotr Jednooki, francuski cysters, opat (ur. ?)
- 1218 – Goswin de Beauffort, flandryjski duchowny katolicki, biskup Tournai (ur. ?)
- 1266 – Małgorzata Babenberg, królowa rzymsko-niemiecka i czeska (ur. 1204/05)
- 1268:
  - Fryderyk I, margrabia Badenii (ur. 1249)
  - Konradyn Hohenstauf, książę Szwabii, król Sycylii i Neapolu, tytularny król Jerozolimy (ur. 1252)
- 1302 – Matteo d’Acquasparta, włoski duchowny katolicki, biskup Porto-Santa Rufina, franciszkanin, generał zakonu, teolog, kardynał (ur. ok. 1240)
- 1321 – Stefan Urosz II Milutin, król Serbii (ur. 1253)
- 1339 – Aleksander, wielki książę twerski i włodzimierski (ur. 1301)
- 1348 – Eleonora, infantka portugalska, królowa Aragonii (ur. 1328)
- 1518 – Kazimierz (VIII), pomorski książę (ur. 1494)
- 1535 – Piotr Tomicki, polski duchowny katolicki, biskup przemyski, poznański i krakowski, podkanclerzy koronny, sekretarz królewski (ur. 1464)
- 1565 – Ranuccio Farnese, włoski kardynał (ur. 1530)
- 1590 – Dirck Volckertszoon Coornhert, holenderski grawer, prozaik, poeta, filozof, tłumacz, teolog, polityk (ur. 1522)
- 1616 – Serafin z Francofonte, włoski pustelnik, święty (ur. ok. 1550)
- 1618 – Walter Raleigh, angielski żeglarz, odkrywca (ur. ok. 1554)
- 1624 – Elizeusz Pleteniecki, ukraiński mnich prawosławny, pedagog, pisarz, drukarz (ur. ?)
- 1666 – James Shirley, angielski pisarz (ur. 1596)
- 1675 – Andreas Hammerschmidt, niemiecki kompozytor, organista (ur. 1611/12)
- 1707 – Maria Clara Eimmart, niemiecka astronom, graficzka (ur. 1676)
- 1714 – Piotr, infant portugalski (ur. 1712)
- 1741 – Jacob Heinrich Zernecke, niemiecki naukowiec, kronikarz, historyk, burmistrz Torunia (ur. 1672)
- 1744 – Baigan Ishida, japoński filozof (ur. 1685)
- 1778 – Ignacy Bohusz, polski szlachcic, prawnik, polityk, pisarz polityczny, sekretarz Generalności konfederacji barskiej (ur. ok. 1720)
- 1783 – Jean le Rond d’Alembert, francuski matematyk, filozof, encyklopedysta (ur. 1717)
- 1784 – Giuseppe Zais, włoski malarz (ur. 1709)
- 1786 – Jan Daniel Janocki, polski bibliograf, bibliotekarz (ur. 1720)
- 1788 – Gottfried Reyger, niemiecki botanik (ur. 1704)
- 1792 – Franciszek Aleksander Podoski, polski duchowny katolicki, polityk, pisarz polityczny, tłumacz (ur. ok. 1720)
- 1799 – Francesco Mario Pagano, włoski prawnik, filozof, dramaturg (ur. 1748)
- 1804 – George Morland, brytyjski malarz (ur. 1763)
- 1805 – Jakub Krzyżanowski, polski szlachcic, dziadek Fryderyka Chopina (ur. ok. 1729)
- 1812 – Ignacy Bronisz, polski kapitan (ur. ?)
- 1819 – François Guillaume Ducray-Duminil, francuski pisarz (ur. 1761)
- 1822 – Dirk van Hogendorp, holenderski generał, dyplomata (ur. 1761)
- 1824 – Chaelrles Pinckney, amerykański wojskowy, dyplomata, polityk (ur. 1757)
- 1829 – Maria Anna Mozart, austriacka klawesynistka, pianistka, starsza siostra Wolfganga Amadeusa (ur. 1751)
- 1834 – Giacinto Placido Zurla, włoski kardynał (ur. 1769)
- 1855 – Ludwika Jędrzejewiczowa, polska kompozytorka, pisarka, najstarsza siostra Fryderyka Chopina (ur. 1807)
- 1860 – Kajetan Kosma Damian Errico, włoski duchowny katolicki, święty (ur. 1791)
- 1861 – Franz Xaver Zenner, austriacki duchowny katolicki, biskup pomocniczy Wiednia (ur. 1794)
- 1865 – Aleksander Brodowski, polski ziemianin, działacz gospodarczy, wojskowy, polityk (ur. 1794)
- 1869 – Wielkie Usta, wódz Siuksów Brulé (ur. 1830)
- 1872 – Pierre Saint-Amant, francuski szachista (ur. 1800)
- 1873 – Jan Wettyn, król Saksonii (ur. 1801)
- 1874 – Andrzej Artur Zamoyski, polski działacz gospodarczy i polityczny (ur. 1800)
- 1876 – Moses Milner, amerykański zwiadowca, rewolwerowiec, traper, górnik, poszukiwacz złota (ur. 1829)
- 1877 – Nathan Bedford Forrest, amerykański generał Konfederacji, kawalerzysta, przywódca Ku Klux Klanu (ur. 1821)
- 1879 – Sofron Wytwyćkyj, ukraiński duchowny greckokatolicki, etnograf, pisarz, polityk (ur. 1819)
- 1884 :
  - Albert Dulk, niemiecki pisarz, rewolucjonista (ur. 1819)
  - Wincenty Gostkowski, polski prawnik, przedsiębiorca, zegarmistrz (ur. 1807)
- 1885:
  - Jerzy Bułharyn, polski generał, karbonariusz, powstaniec pochodzenia albańskiego (ur. 1798)
  - George McClellan, amerykański generał major (ur. 1826)
  - James Hannington, brytyjski misjonarz, święty Kościoła anglikańskiego, męczennik (ur. 1847)
- 1889 – Nikołaj Czernyszewski, rosyjski filozof, pisarz (ur. 1828)
- 1891 – Edward Hargraves, brytyjsko-australijski podróżnik, odkrywca (ur. 1816)
- 1892 – William Harnett, amerykański malarz pochodzenia irlandzkiego (ur. 1848)
- 1901:
  - Leon Czolgosz, amerykański anarchista, zamachowiec pochodzenia polskiego (ur. 1873)
  - César Nicolás Penson, dominikański pisarz, dziennikarz, prawnik (ur. 1855)
- 1905 – Étienne Desmarteau, kanadyjski lekkoatleta, miotacz (ur. 1873)
- 1907 – Jenico Preston, brytyjski arystokrata, porucznik, administrator kolonialny (ur. 1837)
- 1908 – Silvije Strahimir Kranjčević, chorwacki poeta (ur. 1865)
- 1910 – Konstanty Wojciechowski, polski architekt (ur. 1841)
- 1911:
  - Witold Czartoryski, polski ziemianin, mecenas sztuki (ur. 1876)
  - Wanda Podgórska, polska pisarka (ur. 1859)
  - Joseph Pulitzer, amerykański dziennikarz, wydawca pochodzenia żydowskiego (ur. 1847)
- 1914:
  - Mieczysław Czechowicz, polski chorąży Legionów Polskich (ur. 1893)
  - Robert Kunicki, polski działacz socjalistyczny i niepodległościowy, rotmistrz, dowódca Żandarmerii Polowej przy cesarskiej i królewskiej Komendzie Legionów Polskich (ur. 1881)
  - Julian Wilkowski, polski chorąży żandarmerii Legionów Polskich (ur. 1890)
- 1916 – Nikanor (Ružičić), serbski biskup prawosławny (ur. 1843)
- 1918:
  - Pierre-Jean Broyer, francuski duchowny katolicki, marista, misjonarz, wikariusz apostolski Archipelagu Nawigatorów (ur. 1846)
  - Michel Coiffard, francuski pilot wojskowy, as myśliwski (ur. 1892)
  - Rudolf Tobias, estoński kompozytor, organista, pedagog (ur. 1873)
- 1920 – Seweryn Smolikowski, polski historyk filozofii, bibliofil, kolekcjoner dzieł sztuki, filantrop (ur. 1850)
- 1921 – Wilhelm Heinrich Erb, niemiecki neurolog, wykładowca akademicki (ur. 1840)
- 1923 – Aron Elimelech Szneur Zalman z Krosna, cadyk (ur. 1863)
- 1924:
  - Maria Brownsford, polska nauczycielka, działaczka oświatowa (ur. 1855)
  - Frances Hodgson Burnett, brytyjska pisarka (ur. 1849)
- 1925 – Otto Gmelin, niemiecki kupiec, tenisista, sędzia i działacz sportowy (ur. 1876)
- 1927:
  - Leonard Nelson, niemiecki filozof pochodzenia żydowskiego (ur. 1882)
  - Abraham Szwajcer, polski nauczyciel, działacz społeczny i oświatowy pochodzenia żydowskiego (ur. 1866)
- 1928 – Władysław Poderni, polski generał brygady (ur. 1861)
- 1929:
  - Stanisław Bednarek, polski działacz narodowy i plebiscytowy (ur. 1846)
  - Gaston Bussière, francuski malarz, ilustrator (ur. 1862)
- 1930 – Józef Serczyk, polski działacz ludowy, polityk, poseł na Sejm Krajowy Galicji (ur. 1867)
- 1932:
  - Józef Babiński, francuski neurolog pochodzenia polskiego (ur. 1857)
  - Maria Chaveau, polska aktorka, śpiewaczka (ur. 1878)
  - Ignacy Szczeniowski, polski inżynier, polityk, minister przemysłu i handlu (ur. 1853)
- 1933:
  - Albert Calmette, francuski fizyk, bakteriolog, immunolog (ur. 1863)
  - Boris Jewrieinow, rosyjski działacz państwowy, emigracyjny działacz społeczno-kulturalny, poeta i publicysta (ur. 1888)
  - Rudolph Lewis, południowoafrykański kolarz szosowy (ur. 1887)
  - George Luks, amerykański malarz, rysownik (ur. 1867)
  - Paul Painlevé, francuski matematyk, polityk, premier Francji (ur. 1863)
- 1934 – Władysław Lubomirski, polski ziemianin, kompozytor, mecenas sztuki (ur. 1866)
- 1936:
  - Dżafar al-Askari, iracki wojskowy, polityk, premier Iraku (ur. 1887)
  - Daniel Kęszycki, polski ziemianin, działacz narodowy, dyplomata (ur. 1884)
  - Ramiro Ledesma Ramos, hiszpański filozof, publicysta, polityk (ur. 1905)
- 1937:
  - Percy Almstedt, szwedzki żeglarz sportowy (ur. 1888)
  - Theodor Simon Flatau, niemiecki otorynolaryngolog, foniatra (ur. 1860)
  - Płaton Haławacz, białoruski pisarz (ur. 1903)
  - Wiktor Jarkin, radziecki polityk (ur. 1889)
  - Mosze Kulbak, żydowski poeta, prozaik (ur. 1896)
  - Antin Onyszczuk, ukraiński etnograf, polityk (ur. 1883)
- 1938:
  - Karol Rajmund Eisert, polski fabrykant pochodzenia niemieckiego (ur. 1865)
  - Sachib-Gariej Said-Galijew, radziecki polityk (ur. 1894)
  - Ruben Woskanow, radziecki polityk (ur. 1891)
- 1939 – Walenty Milczarski, polski porucznik, weteran powstania styczniowego (ur. 1847)
- 1940 – Stefan Radtke, polski duchowny katolicki, męczennik, Sługa Boży (ur. 1890)
- 1941:
  - Stiepan Akimow, radziecki generał porucznik (ur. 1896)
  - Károly Huszár, węgierski polityk, premier i tymczasowy prezydent Węgier (ur. 1882)
  - Ryszard Korzański, polski major piechoty (ur. 1893)
  - August Rogall, litewski działacz spółdzielczy, polityk pochodzenia niemieckiego (ur. 1880)
- 1942:
  - Władysław Dukiet, polski prawnik, sędzia, prokurator, działacz społeczny (ur. 1868)
  - Dawid Alter Kurzmann, polski kupiec, filantrop, polityk pochodzenia żydowskiego (ur. 1865)
  - Jakub Lejkin, polski prawnik, adwokat pochodzenia żydowskiego (ur. 1906)
- 1943 – Iljaz Agushi, albański polityk (ur. 1882)
- 1944:
  - Marian Bartosiński, polski major broni pancernych (ur. 1908)
  - Max Götze, niemiecki kolarz torowy (ur. 1880)
  - Józef Kucharski, polski piłkarz, żołnierz (ur. 1910)
- 1945 – Stanisław Schuster-Kruk, polski pułkownik piechoty (ur. 1890)
- 1946 – Paweł Hulka-Laskowski, polski pisarz, tłumacz, publicysta, działacz społeczny i religijny (ur. 1881)
- 1947 – Frances Cleveland, amerykańska pierwsza dama (ur. 1864)
- 1948:
  - Matthias Frindt, niemiecki funkcjonariusz i zbrodniarz nazistowski (ur. 1924)
  - Poul Hansen, duński zapaśnik (ur. 1891)
  - Alois Höllriegl, niemiecki funkcjonariusz i zbrodniarz nazistowski (ur. 1909)
  - Rudolf Gustav Klein, niemiecki funkcjonariusz i zbrodniarz nazistowski (ur. 1921)
  - Wesley Clair Mitchell, amerykański ekonomista, wykładowca akademicki (ur. 1874)
  - Kurt Emil Schmutzler, niemiecki funkcjonariusz i zbrodniarz nazistowski (ur. 1895)
  - Julius Straub, niemiecki funkcjonariusz i zbrodniarz nazistowski (ur. 1907)
- 1949 – Georgij Gurdżijew, ormiański filozof, mistyk, przywódca duchowy (ur. ok. 1870)
- 1950:
  - Gustaw V, król Szwecji (ur. 1858)
  - Wsiewołod Iwanow, radziecki polityk (ur. 1912)
- 1951:
  - Robert Grant Aitken, amerykański astronom, matematyk, wykładowca akademicki (ur. 1864)
  - Leonard Tremeer, brytyjski lekkoatleta, sprinter i płotkarz (ur. 1874)
- 1952:
  - Rudolf von Pommer-Esche, niemiecki prawnik, urzędnik państwowy (ur. 1872)
  - Juan Yagüe, hiszpański generał porucznik, polityk (ur. 1891)
- 1953 – William Kapell, amerykański pianista pochodzenia polsko-żydowskiego (ur. 1922)
- 1954 – Frank Bede-Smith, australijski rugbysta (ur. 1886)
- 1955 – Tauno Luiro, fiński skoczek narciarski (ur. 1932)
- 1956 – Louis Rosier, francuski kierowca wyścigowy (ur. 1905)
- 1957 – Louis B. Mayer, amerykański przedsiębiorca, dystrybutor i producent filmowy pochodzenia żydowskiego (ur. 1882)
- 1958:
  - Zoe Akins, amerykańska poetka, dramaturg (ur. 1886)
  - Hugh Walker, szkocki hokeista na trawie (ur. 1888)
- 1959 – Sisavang Vong, król Laosu (ur. 1885)
- 1960:
  - Johan Gunnar Andersson, szwedzki geolog, paleontolog, badacz polarny, archeolog, sinolog (ur. 1874)
  - Aleksandr Leontjew, radziecki generał porucznik, funkcjonariusz służb specjalnych (ur. 1902)
- 1961 – Guthrie McClintic, amerykański producent i reżyser filmowy i teatralny (ur. 1893)
- 1963 – Jeronimas Plečkaitis, litewski nauczyciel, polityk (ur. 1887)
- 1964:
  - Wasilij Agapkin, rosyjski kompozytor, dyrygent (ur. 1884)
  - Benno Fiala von Fernbrugg, austriacki pilot wojskowy, as myśliwski (ur. 1890)
  - Tadeusz Jankowski, polski prawnik, publicysta, dyplomata (ur. 1892)
- 1965:
  - Miller Anderson, amerykański skoczek do wody (ur. 1922)
  - Henri Burda, francuski piłkarz pochodzenia polskiego (ur. 1926)
  - Ludwik Gardowski, polski grafik, pedagog (ur. 1890)
- 1966:
  - Robert Charpentier, francuski kolarz szosowy i torowy (ur. 1916)
  - Gertruda Konatkowska, polska pianistka, pedagog (ur. 1895)
- 1967 – Wacław Lednicki, polski literaturoznawca, krytyk literacki (ur. 1891)
- 1969:
  - Antony Kok, holenderski prozaik, poeta (ur. 1882)
  - Pawieł Mironow, radziecki generał porucznik (ur. 1900)
  - Francisco Orlich Bolmarcich, kostarykański posiadacz ziemski, polityk, prezydent Kostaryki, (ur. 1907)
  - Sven Salén, szwedzki żeglarz sportowy (ur. 1890)
- 1971:
  - Duane Allman, amerykański gitarzysta, członek zespołu The Allman Brothers Band (ur. 1946)
  - Raymond de Saussure, szwajcarski psychoanalityk (ur. 1894)
  - Arne Tiselius, szwedzki chemik, laureat Nagrody Nobla (ur. 1902)
  - Emerich Vogl, rumuński piłkarz, trener pochodzenia węgierskiego (ur. 1905)
- 1972:
  - Paweł Kempka, polski prawnik, działacz narodowy i samorządowy, polityk, poseł Sejm Śląski (ur. 1886)
  - Firmilian (Marin), rumuński biskup prawosławny (ur. 1901)
  - Victor Milner, amerykański operator filmowy (ur. 1893)
- 1973 – Marta Burbianka, polska historyk, bibliotekarka, działaczka polonijna i oświatowa (ur. 1898)
- 1975:
  - Francesco Gargano, włoski szablista (ur. 1889)
  - Edmund Hirst, brytyjski chemik, wykładowca akademicki (ur. 1898)
  - Henryk Teisseyre, polski geolog, wykładowca akademicki (ur. 1903)
- 1976 – Augustyn Necel, kaszubski pisarz (ur. 1902)
- 1977 – Seison Maeda, japoński malarz (ur. 1885)
- 1978:
  - Iwan Kairow, radziecki pedagog, polityk (ur. 1893)
  - Eugen Mack, szwajcarski gimnastyk (ur. 1907)
  - Edward Sznajder, polski działacz gospodarczy i piłkarski, polityk, minister handlu wewnętrznego (ur. 1920)
- 1979:
  - Agnieszka Dobrowolska, polska historyk sztuki, etnograf (ur. 1905)
  - Carl de la Sablière, francuski żeglarz sportowy (ur. 1895)
- 1980:
  - George Borg Olivier, maltański prawnik, polityk, premier Malty (ur. 1911)
  - Róbert Kubín, słowacki taternik (ur. 1910)
- 1981:
  - Georges Brassens, francuski bard, poeta, kompozytor (ur. 1921)
  - Dmitrij Czeczulin, rosyjski architekt (ur. 1901)
  - Herbert Westermark, szwedzki żeglarz sportowy (ur. 1891)
- 1982:
  - Lamberto Dalla Costa, włoski bobsleista (ur. 1920)
  - Josias Hartmann, szwajcarski strzelec sportowy (ur. 1893)
- 1983:
  - Józef Vogtman, polski architekt, konserwator zabytków (ur. 1909)
  - Bronisław Winnicki, polski dziennikarz (ur. 1904)
- 1984:
  - Adam Daniewicz, polski aktor (ur. 1906)
  - Miguel Ezquerra Sánchez, hiszpański kapitan, frankista (ur. ?)
  - Wincenty Grętkiewicz, polski samorządowiec, polityk, burmistrz Konina, poseł na Sejm RP (ur. 1898)
- 1986:
  - Tadeusz Bogucki, polski aktor (ur. 1921)
  - Joseph Worthington, amerykański kontradmirał (ur. 1902)
- 1987 – Woody Herman, amerykański klarnecista i saksofonista jazzowy (ur. 1913)
- 1988:
  - Thomas Cooray, lankijski duchowny katolicki, arcybiskup Kolombo, kardynał (ur. 1901)
  - Robert Olejnik, niemiecki pilot wojskowy, as myśliwski (ur. 1911)
- 1990:
  - Aleksiej Aleluchin, radziecki pilot wojskowy, as myśliwski (ur. 1920)
  - Krzysztof Kursa, polski aktor (ur. 1941)
  - Juha Vainio, fiński wokalista, poeta (ur. 1938)
- 1991:
  - Cyril Black, brytyjski polityk (ur. 1902)
  - Donald Churchill, brytyjski dramaturg, aktor (ur. 1930)
  - John DeCuir, amerykański scenograf filmowy (ur. 1918)
  - Mario Scelba, włoski polityk, premier Włoch (ur. 1901)
  - Johan Støa, norweski lekkoatleta, kolarz, biegacz i skoczek narciarski (ur. 1900)
  - O.D. Wilson, amerykański trójboista siłowy, strongman (ur. 1954)
  - Aleksiej Żełtow, radziecki generał pułkownik, polityk (ur. 1904)
- 1992:
  - Paweł Bagiński, polski polonista, pedagog (ur. 1909)
  - Kenneth MacMillan, brytyjski tancerz, choreograf (ur. 1929)
  - Jurij Siemiencow, rosyjsko-amerykański chemik, wykładowca akademicki (ur. 1915)
  - Manuel Antonio de Varona, kubański prawnik, polityk, premier Kuby (ur. 1908)
- 1993:
  - Lipman Bers, amerykański matematyk, wykładowca akademicki pochodzenia łotewskiego (ur. 1914)
  - Herbert Lütkebohmert, niemiecki piłkarz (ur. 1948)
  - Stanisław Marusarz, polski narciarz alpejski, skoczek narciarski, kombinator norweski, trener (ur. 1913)
- 1994:
  - Jalmari Kivenheimo, fiński gimnastyk (ur. 1889)
  - Zofia Szleyen, polska tłumaczka, działaczka komunistyczna pochodzenia żydowskiego (ur. 1904)
- 1995 – Pavol Horský, słowacki duchowny katolicki, ofiara represji komunistycznych (ur. 1924)
- 1996:
  - Eugen Kapp, estoński kompozytor, pedagog (ur. 1908)
  - Maximino Romero de Lema, hiszpański duchowny katolicki, biskup Ávili (ur. 1911)
  - Jerzy Wertenstein-Żuławski, polski socjolog, publicysta (ur. 1947)
- 1997 – Anton Szandor LaVey, amerykański satanista, założyciel Kościoła Szatana (ur. 1930)
- 1998 – Paul Misraki, francuski kompozytor (ur. 1908)
- 1999 – Jacek Regulski, polski gitarzysta, członek zespołu Kat (ur. 1965)
- 2000 – Stanisława Gall-Kron, polska aktorka (ur. 1924)
- 2001:
  - Grigorij Czuchraj, rosyjski reżyser filmowy (ur. 1921)
  - Milorad Protić, serbski astronom (ur. 1911)
- 2003:
  - Anatolij Afanasjew, radziecki generał major (ur. 1912)
  - Franco Corelli, włoski śpiewak operowy (tenor) (ur. 1921)
  - Gerrie Deijkers, holenderski piłkarz (ur. 1946)
- 2004:
  - Halina Cieślińska-Brzeska, polska malarka, animatorka kultury (ur. 1923)
  - Edward Oliver LeBlanc, dominicki polityk, premier Dominiki (ur. 1923)
- 2005:
  - Lloyd Bochner, kanadyjski aktor (ur. 1924)
  - Alojzy Piontek, polski górnik (ur. 1935)
  - Siergiej Sawieljew, rosyjski biegacz narciarski (ur. 1948)
- 2007:
  - Tadeusz Andersz polski generał pilot (ur. 1918)
  - Christian d’Oriola, francuski florecista (ur. 1928)
  - Jan Janczewski, polski operator filmowy (ur. 1928)
  - Jarmila Loukotková, czeska pisarka i tłumaczka (zm. 1923)
  - Johannes Schwalke, niemiecki duchowny katolicki (ur. 1923)
- 2008:
  - Mike Baker, amerykański muzyk, wokalista, członek zespołu Shadow Gallery (ur. 1963)
  - William Wharton, amerykański pisarz (ur. 1925)
- 2009 – Krystyna Stankiewicz, polska aktorka (ur. 1941)
- 2010:
  - Ronnie Clayton, angielski piłkarz (ur. 1934)
  - Ludwik Jerzy Kern, polski poeta, satyryk, dziennikarz, tłumacz, autor tekstów piosenek (ur. 1920)
  - Takeshi Shudō, japoński pisarz, scenarzysta filmowy (ur. 1949)
- 2011 – Jimmy Savile, brytyjski dziennikarz muzyczny, didżej, prezenter telewizyjny (ur. 1926)
- 2012:
  - Witalij Alisiewicz, białoruski lekkoatleta, młociarz (ur. 1967)
  - Valerie Davies, australijska arachnolog (ur. 1920)
  - Hendrik Marsman, holenderski poeta, tłumacz (ur. 1937)
  - Kazimierz Morawski, polski dziennikarz, polityk, poseł na Sejm PRL (ur. 1929)
- 2013:
  - Allal Ben Kassou, marokański piłkarz, bramkarz (ur. 1941)
  - Graham Stark, brytyjski aktor (ur. 1922)
- 2014:
  - Rainer Hasler, liechtensteiński piłkarz (ur. 1958)
  - Rudolf Krajčovič, słowacki językoznawca (ur. 1927)
- 2015:
  - Luther Burden, amerykański koszykarz (ur. 1953)
  - Mariola Platte, polska pisarka, poetka, eseistka, felietonistka, autorka tekstów piosenek (ur. 1956)
- 2016:
  - Roland Dyens, tunezyjski gitarzysta (ur. 1955)
  - Jan Henryk Janczak, polski major, radiotelegrafista, kontroler ruchu lotniczego (ur. 1916)
  - Krystyna Kolińska, polska pisarka (ur. 1923)
  - Jan Kuruc, polski samorządowiec, twórca ludowy (ur. 1946)
  - Stanisław Nykiel, polski łyżwiarz szybki (ur. 1931)
  - Andrzej Zabłocki, polski samorządowiec, burmistrz Witnicy (ur. 1958)
- 2017:
  - Muhal Richard Abrams, amerykański pianista i kompozytor jazzowy (ur. 1930)
  - Dennis Banks, amerykański aktor, Indianin z plemienia Czipewejów, działacz społeczno-polityczny (ur. 1937)
  - Władysław Kowalski, polski aktor (ur. 1936)
  - Emil Morgiewicz, polski działacz społeczny, działacz opozycji antykomunistycznej (ur. 1940)
  - Ninian Stephen, australijski prawnik, polityk, gubernator generalny Australii (ur. 1923)
  - Piotr Szczęsny, polski chemik, szkoleniowiec (ur. 1963)
- 2018:
  - Germán Aceros, kolumbijski piłkarz (ur. 1938)
  - Dave Duncan, kanadyjski pisarz fantasy (ur. 1933)
- 2019 – Richard Lennon, amerykański duchowny katolicki, biskup Cleveland (ur. 1947)
- 2020:
  - Angelika Amon, austriacka biolog molekularna, cytolog (ur. 1967)
  - Roger Closset, francuski florecista (ur. 1933)
  - Avni Mula, albański śpiewak operowy (baryton), kompozytor (ur. 1928)
  - Andrzej Półtawski, polski filozof, etyk, antropolog, żołnierz AK, uczestnik powstania warszawskiego (ur. 1923)
  - Alfred Rzegocki, polski menadżer sportu, samorządowiec, prezydent Stalowej Woli (ur. 1947)
  - Slaven Zambata, chorwacki piłkarz (ur. 1940)
  - Józef Zawitkowski, polski duchowny katolicki, biskup pomocniczy warszawski, biskup pomocniczy łowicki, poeta, kompozytor (ur. 1938)
- 2021:
  - Mehdi Cerbah, algierski piłkarz (ur. 1953)
  - Clément Mouamba, kongijski ekonomista, polityk, minister finansów, premier Konga (ur. 1943)
  - Alina Obidniak, polska aktorka, reżyserka teatralna, feministka, działaczka ekologiczna (ur. 1931)
- 2022:
  - Hugo Camps, belgijski dziennikarz, publicysta, pisarz (ur. 1943)
  - Jerzy Kaziów, polski piłkarz (ur. 1963)
  - Jerzy S. Łątka, polski pisarz, etnolog, orientalista (ur. 1944)
- 2023:
  - Tomás Barris, hiszpański lekkoatleta, średniodystansowiec (ur. 1930)
  - Jarosław Centek, polski historyk (ur. 1980)
  - Hiroshi Morie, japoński basista, członek zespołu X Japan (ur. 1968)
- 2024:
  - Teri Garr, amerykańska aktorka (ur. 1944)
  - Suzanne Osten, szwedzka reżyserka i scenarzystka filmowa (ur. 1944)